# Chiesa di San Michele (Massa Marittima)
La chiesa di San Michele è un edificio di culto sconsacrato situato a Massa Marittima.

## Storia e descrizione
Fu costruita nel 1835 al posto della demolita chiesa di San Lorenzo, e presenta la facciata, di forme neorinascimentali, in blocchi squadrati di travertino.
L'edificio dal 1856 fu sede della Confraternita della Misericordia. Nel 1955 subì una ristrutturazione e una trasformazione interna a due piani: in uno di essi vennero sistemati la Biblioteca Gaetano Badii e l'Archivio comunale, nell'altro resta la sede della Misericordia. Nel 2008 la biblioteca viene trasferita nel Convento delle Clarisse.